# Martin Pollack

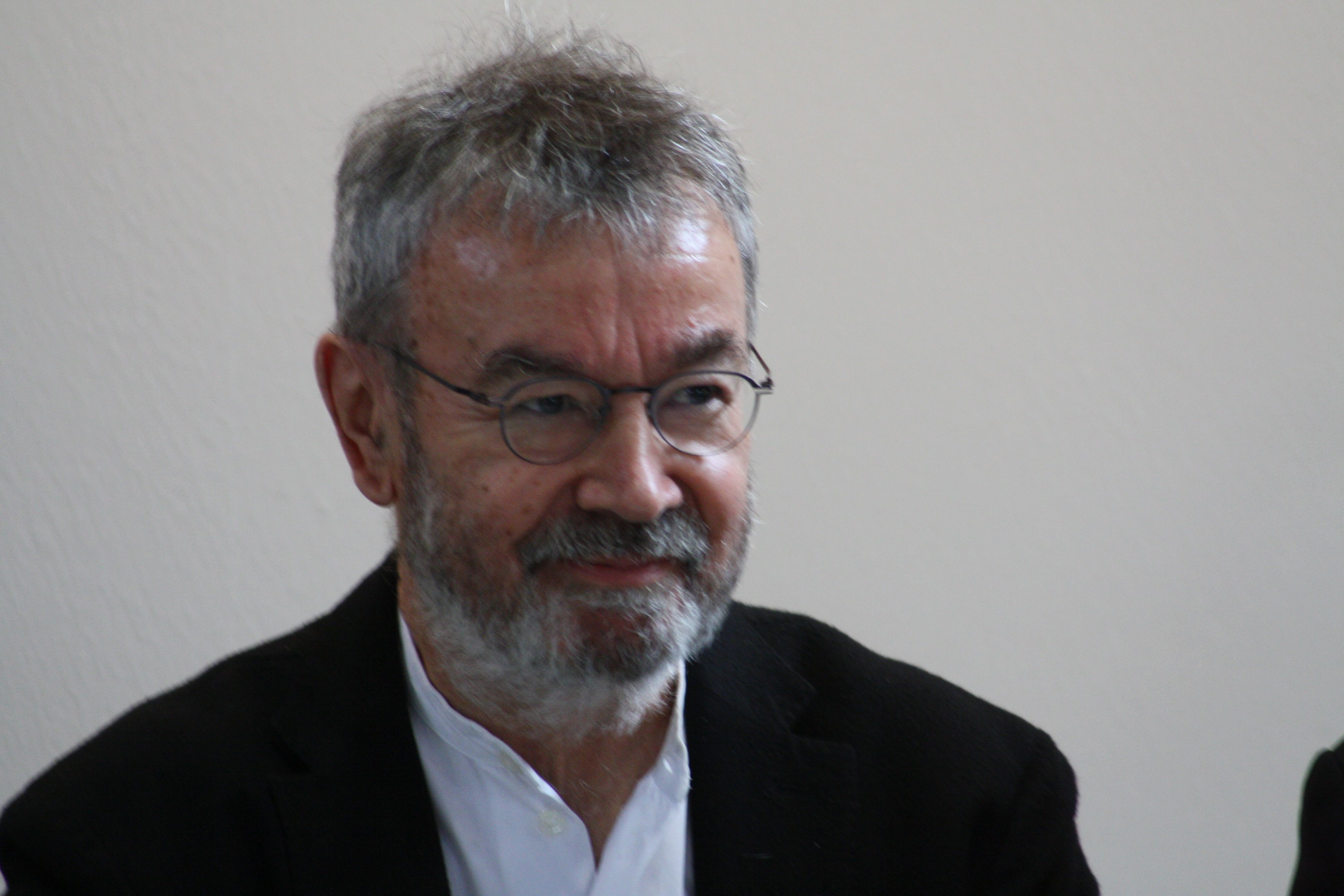
Martin Pollack (autor: Amrei-Marie)

Martin Pollack (23. května 1944, Bad Hall, Horní Rakousy – 17. ledna 2025) byl rakouský novinář, spisovatel a také překladatel.

## Biografie
Ačkoliv byl jeho biologickým otcem nacista, šéf Lineckého gestapa dr. Gerhard Bast, vychováván byl otčímem Johannem Pollackem.
Studoval slavistiku a východoevropské dějiny ve Vídni a Varšavě, posléze pracoval v letech 1972–1982 jako redaktor kulturně-politického měsíčníku 'Wiener Tagebuch', či jako korespondent pro německý časopis 'Der Spiegel'. Mezitím roku 1976 promoval disertační prací na téma "Die jüdische Frage bei Eliza Orzeskowa: Der Bankrott der Assimilation''.
Od roku 1998 pracoval jako překladatel a spisovatel na volné noze. Za svoji literární činnost obdržel četná ocenění.

### Přehled děl v originále (výběr)
- Topografie der Erinnerung: Ein unbestechlicher Wegweiser durch unsere schmerzhaftesten, aber notwendigen Erinnerungen. Wien: Residenz Verlag, 2016. 176 S.
- Kontaminierte Landschaften: Unruhe bewahren. Wien: Residenz Verlag, 2014. 120 S.
- Kaiser von Amerika: Die große Flucht aus Galizien. Wien: Zsolnay Verlag, 2010. 284 S.
- Warum wurden die Stanislaws erschossen?: Reportagen. Wien: Zsolnay Verlag, 2008. 232 S.
- Der Tote im Bunker: Bericht über meinen Vater.[12] Wien: Zsolnay Verlag, 2004. 256 S.
- Anklage Vatermord: Der Fall Philipp Halsmann. Wien: Zsolnay Verlag, 2002. 324 S
- Galizien: Eine Reise durch die verschwundene Welt Ostgaliziens und der Bukowina. Insel Verlag, 2001. 236 S.
- Des Lebens Lauf: Jüdische Familienbilder aus Zwischeneuropa. Wien: Christian Brandstätter, 1987. 144 S.

### České překlady
- Americký císař : masové vystěhovalectví z Haliče (orig. 'Kaiser von Amerika: Die große Flucht aus Galizien'). 1. vyd. Brno: Větrné mlýny, 2014. 376 S. Překlad: Tereza Semotamová
- Mrtvý v bunkru : zpráva o mém otci (orig. 'Der Tote im Bunker: Bericht über meinen Vater'). 1. vyd. Brno : Host, 2007. 198 S. Překlad: Petr Štědroň

### Slovenské překlady
- Americký cisár: Masový útek z Haliče (orig. 'Kaiser von Amerika: Die große Flucht aus Galizien'). 1. vyd. : Krásno nad Kysucou: Vydavateľstvo Absynt, 2016. 240 s. Preklad: Michal Hvorecký ISBN 978-80-89845-46-0.
- Smrť v bunkri – Správa o mojom otcovi ( orig. 'Der Tote im Bunker – Bericht über meinen Vater'). vyd. : Žilina : Vydavateľstvo Absynt, 2017. 248 s. ISBN 978-80-89876-77-8.

### Ostatní (spoluautor)
- TUČKOVÁ, Kateřina; POLLACK, Martin; FILIP, Ota. Brněnský pochod smrti. 1. vyd. Brno: Větrné mlýny, 2012. 108 s.(Sborník pojednáva o skutečné historické události, tzv. Brněnském pochodu smrti)
- POLLACK, Martin; RANSMAYR, Christoph. Der Wolfsjäger: Drei polnische Duette. Frankfurt am Main: S. Fischer Verlag, 2011. 80 s.
- POLLACK, Martin (vyd.). Sarmatische Landschaften: Nachrichten aus Litauen, Belarus, der Ukraine, Polen und Deutschland. Frankfurt am Main: S. Fischer Verlag, 2006. 368 S.
- POLLACK, Martin (vyd.). Von Minsk nach Manhattan: Polnische Reportagen. Wien: Paul Zsolnay Verlag, 2006. 270 S.
- GAUß, Karl-Markus; POLLACK, Martin. Das reiche Land der armen Leute: Literarische Wanderungen durch Galizien. Wien, München: Jugend & Volk, 1992. 262 S.